# Miagrammopes romitii
Miagrammopes romitii är en spindelart som beskrevs av Lodovico di Caporiacco 1947. Miagrammopes romitii ingår i släktet Miagrammopes och familjen krusnätsspindlar.
Artens utbredningsområde är Guyana. Inga underarter finns listade i Catalogue of Life.